# Đà Nẵng Club
Maillots
Actualités
Le SHB Đà Nẵng FC est un club de football vietnamien basé à Đà Nẵng.

## Historique
- 1976 : fondation du club
- 1992 : premier titre après la victoire en championnat vietnamien
- 1992 : première participation du club à une compétition continentale, la Coupe des Coupes 1992-1993. Da Nang atteint le dernier carré, il s'agit de la meilleure performance d'un club vietnamien en Coupe d'Asie.
- 2009 : le club réalise le doublé Coupe-championnat

## Palmarès
- Championnat du Vietnam
  - Champion : 1992, 2009, 2012
  - Vice-champion : 1987, 1990, 1991, 2005
- Championnat du Vietnam D2
  - Champion: 2023-2024
  - Vice-champion: 2000-2001

- Coupe du Vietnam
  - Vainqueur : 1993, 2009

- Supercoupe du Vietnam
  - Vainqueur : 2012